# 정보 공개 진술서
정보공개진술서(Information Disclosure Statement, IDS)는 미국만의 독특한 특허제도로 제출 기간 내에 제출하지 않고, 이후에 발견되었을 경우, 상당한 페널티를 얻는다.
정보 공개 진술서는 특허 출원인이 특허 심사 과정에서 관련 배경 기술 또는 정보를 미국 특허청(USPTO)에 제출하는 것을 말한다. 모든 특허 출원인은 미국 코드 타이틀(United States Code Title) 35 및 37 CFR의 관련 섹션에 의해 확립된 바와 같이 출원인이 알고 있고 출원인 발명의 특허성과 관련이 있을 수 있는 관련 기술 또는 배경 정보를 공개할 의무가 있다. 출원인이 알고 있는 기술에 대한 기만적인 의도를 가진 특허 출원인이 USPTO에 선행 기술 자료를 제출하지 않는 경우, 특허 출원에서 나중에 발행되는 모든 특허는 불공평한 행위로 인해 시행할 수 없는 것으로 선언될 수 있다. 또한 이러한 관련 정보를 USPTO에 제출할 의무는 출원인 또는 발명자뿐만 아니라 출원인이 고용한 변리사 또는 기타 법률 직원에게도 있다.
IDS에 등재된 예술 자체는 자동으로 선행 기술로 간주되지 않는다. 정보 공개 진술서에 참조를 나열하는 것만으로 해당 참조가 청구 범위에 대한 선행 기술임을 인정하는 것으로 간주되지는 않는다.